# Dasyloricaria tuyrensis
Dasyloricaria tuyrensis es una especie de peces de la familia Loricariidae en el orden de los Siluriformes.

## Morfología
• Los machos pueden llegar alcanzar los 35,5 cm de longitud total.

## Hábitat
Es un pez de agua dulce y de clima tropical.

## Distribución geográfica
Se encuentran en Centroamérica:  cuenca del río Tuira (Panamá ).